# Humberto Delgado
Humberto da Silva Delgado (Torres Novas, 15 maggio 1906 – Olivenza, 13 febbraio 1965) è stato un generale e politico portoghese.

## Biografia

### Gli inizi
Delgado nacque a Brogueira, una freguesia di Torres Novas. Era figlio di Joaquim Delgado e di Maria do Ó Pereira e aveva tre sorelle, Deolinda, Aida e Lídia.
Iniziò la sua carriera militare nel Colégio Militar di Lisbona, che frequentò dal 1916 al 1922. Il 28 maggio 1926 partecipò al colpo di stato che rovesciò la Prima Repubblica portoghese creando una dittatura militare, che spianò la strada alla II Repubblica portoghese. Egli fu un leale sostenitore del regime, diventando direttore del Segretariato Nazionale dell'Aeronautica Civile, comandante generale della Legione Portoghese, Deputato Nazionale Commissario della Mocidade Portuguesa (Gioventù Portoghese) e procuratore della Camera Corporativa. Fu il generale più giovane della storia del Portogallo. Marcello Caetano, che a quel tempo era suo amico, lo descrisse successivamente come «una persona di animo nobile» e un uomo che «non nascondeva i propri sentimenti».
Egli pubblicò nel 1933 un libro antidemocratico dal titolo Da Pulhice do 'Homo Sapiens (La miseria dell'Homo Sapiens), nel quale attaccava sia la "monarchia truffaldina" che la "repubblica dei banditi" nel suo sottotitolo.
Delgado scrisse lodi di Adolf Hitler, che egli considerava un genio e un esempio delle possibilità umane nei campi della politica, diplomazia, organizzazione sociale e militare, nel 1941. 
Comunque, con il passar del tempo le sue simpatie si volsero verso gli Alleati. Si recò alle Azzorre durante la seconda guerra mondiale, in occasione dell'accordo anglo-portoghese.

### Le elezioni presidenziali del 1958
Il suo passaggio alla carica di Addetto militare e Addetto aeronautico presso l'ambasciata portoghese a Washington nel 1952 spinse la sua ideologia nella direzione di una democrazia liberale, e lo ispirò a concorrere come candidato democratico alle elezioni presidenziali portoghesi del 1958. Secondo la testimonianza del Maresciallo Costa Gomes, Humberto Delgado decise di candidarsi alla Presidenza della Repubblica Portoghese poiché non riuscì a farsi nominare direttore del NATO Defense College. Humberto Delgado fallì nel conseguire il suo bramato incarico a causa della sua cronica mancanza di giudizio che gli procurò la contrarietà dell'ammiraglio britannico Michael Denny, ex comandante in capo della Home Fleet. Secondo la testimonianza di Costa Gomes, Humberto Delgado non riusciva a resistere dal prendersi gioco dell'ammiraglio britannico tirando continuamente gli abbondanti capelli che aveva intorno alle orecchie. L'ammiraglio britannico detestava questi scherzi di Delgado e pose il veto al suo incarico. Costa Gomes aveva avvertito più volte Delgado che questi suoi brutti scherzi gli sarebbero costati l'incarico da lui molto ambito, ma Delgado rispondeva che lo sapeva ma che non poteva farne a meno. Costa Gomes classificò Delgado uomo molto intelligente ma un po' svitato. Episodi come questo gli avevano ottenuto l'epiteto di "generale senza giudizio".
Poiché il presidente in carica, Craveiro Lopes, era stato costretto da Salazar a fermarsi alla prima legislatura, Delgado dovette fronteggiare l'arciconservatore ministro della Marina Américo Thomaz quale candidato del regime. La campagna di Delgado fu vigorosa, anche egli si trovava di fronte a un compito impossibile. In una famosa intervista del 10 maggio 1958, nel caffè Chave d'Ouro, quando gli fu chiesto quale era il suo atteggiamento verso Salazar, Delgado fece una delle più note citazioni della politica portoghese: «Obviamente demito-o» (letteralmente: Ovviamente lo licenzio).
La sua attitudine alle esternazioni gli guadagnò l'epiteto di "Generale senza paura". Ciò nonostante Delgado ricevette infine solo il 25% dei voti, contro il 75% in favore di Tomáz. La maggior parte degli osservatori neutrali credeva che Delgado avrebbe vinto se le elezioni fossero state condotte onestamente e che le perse solo a causa della massiccia manipolazione delle cabine elettorali a favore di Tomáz da parte del PIDE.

### Esilio e opposizione (1958–1965)
Delgado fu espulso militarmente dal Portogallo e si rifugiò nell'ambasciata brasiliana prima di andare in esilio e passando gran parte del quale in Brasile e poi in Algeria, ospite di Ben Bella. Durante il periodo trascorso in Brasile, ebbe il sostegno di Maria Pia di Sassonia Coburgo Braganza, che lui chiamava "la Principessa" o "la Duchessa", che lo sostenne finanziariamente e che gli offrì anche una delle residenze possedute a Roma, prima che il Generale tornasse in Europa. 

Nel 1964 fondò il Fronte nazionale portoghese di Liberazione a Roma, dichiarando pubblicamente che l'unica soluzione per porre fine all'Estado Novo portoghese sarebbe stato quello di un colpo di Stato, mentre molti altri auspicavano un approccio di rivolta nazionale.

### L'assassinio
Dopo essere caduto in un'imboscata della polizia segreta del regime (PIDE) alla periferia di Olivenza, Delgado fu ucciso il 13 febbraio 1965 insieme alla sua segretaria Arajaryr Moreira de Campos, mentre stava tentando di entrare clandestinamente in Portogallo. La versione ufficiale fu che Delgado fu ucciso per legittima difesa, nonostante egli non fosse armato e la sua segretaria fosse stata strangolata. I loro corpi furono trovati circa due mesi dopo, vicino al villaggio spagnolo di Villanueva del Fresno.
Casimiro Monteiro, un agente del PIDE, sparò ed uccise il generale Delgado e strangolò la sua segretaria de Campos (Monteiro fu anche coinvolto nell'uccisione di Eduardo Mondlane, fondatore del FRELIMO, il movimento di liberazione del Mozambico). Quando a Salazar fu riferito il fatto, disse semplicemente: "Che seccatura!" Più tardi, comparendo in televisione, Salazar dichiarò d'ignorare il coinvolgimento della polizia segreta e biasimò le forze di opposizione, accusandole di aver organizzato l'assassinio.
Alcuni storici sostengono che le autorità spagnole sapevano del coinvolgimento della polizia segreta e inscenarono la scoperta dei due cadaveri in decomposizione da parte di due ragazzini locali.
La sua salma, inizialmente sepolta nel Cemitério dos Prazeres, a Lisbona, fu poi traslata nel Pantheon Nazionale di Lisbona.

## Matrimonio e discendenza
Delgado sposò Maria Iva Theriaga Leitão Tavares de Andrade (1908-2014), dalla quale ebbe tre figli
- Humberto Iva de Andrade da Silva Delgado, nato a São Sebastião da Pedreira, Lisbona, il 24 novembre 1933, pilota civile per la TAP Portugal, compagnia di bandiera del Portogallo.
- Iva Humberta de Andrade da Silva Delgado, che sostenne sempre la causa del padre
- Maria Humberta de Andrade da Silva Delgado.

## Delgado nel cinema
- Nel 1966, lo scrittore e regista tedesco André Libik creò un documentario di 45' sull'assassinio di Delgado nella serie "Omicidi politici" prodotta dalla Stazione televisiva di Berlino Ovest SFB. Il film fu terminato e mandato in onda poco dopo la rivoluzione portoghese del 24 aprile 1974.
- Nel 2012 il film diretto da Bruno de Almeida, Operação Outono (Operazione Outono) è un thriller sull'assassinio del Delgado. Delgado è interpretato dall'attore statunitense John Ventimiglia.

## Onorificenze

### Onorificenze nazionali
Delgado ebbe numerose onorificenze nazionali:

### Onorificenze straniere
Ed ebbe anche alcune onorificenze estere:
Inoltre gli fu conferito postumo il grado di Maresciallo dell'aria. Lisbona ha dato il suo nome alla via ove è sito l'ingresso dello zoo.
Infine, il 15 maggio 2016 fu assegnato il suo nome all'Aeroporto di Lisbona.